# Side Brok
I Side Brok sono un gruppo rap norvegese originario di Ørsta e attivo dal 2000.

## Formazione
- Sjef R/Thorstein Hyl III
- Skatebård
- Tore B
- Odd G

## Discografia
- 2002 - Side Brok EP
- 2004 - Høge Brelle
- 2005 - Side Brooklyn EP
- 2006 - Kar Me Kjøme Frå
- 2009 - Ekte Menn
- 2013 - H.O.V.D.E.B.Y.G.D.A.